# ラジオ・デイズ
『ラジオ・デイズ』（原題：Radio Days）は、1987年公開のアメリカ合衆国の映画。ノスタルジー映画。コメディ映画。ウディ・アレン脚本・監督・ナレーション。

## 概要
ウディ・アレン自身を思い起こさせる一人の少年の目を通して映し出される懐かしい日々。世界恐慌による不景気から抜け出し始めた第二次世界大戦開戦直後のニューヨーク・クイーンズ区ユダヤ系移民の大家族とその一員である小さな少年が、ラジオから流れる名曲の数々、トミー・ドーシー、アーティ・ショー、グレン・ミラーといった当時の文化・市民生活を通じ、夢見がちな生き方・無邪気な時代の空気を表現している。

## ストーリー
ある日の夜、留守中の民家に忍びこんだ二人組みの泥棒のひとりが、暗闇の中で突然かかって来た電話にあわてて思わず出てしまう。電話に「ハロー」と答えると、「ニードルマンさん、曲名あてクイズに答えてください」と言われ、曲がかかる。男が「ダンシング・イン・ザ・ダーク」と答えて正解になる。次に2曲目がかかる。「チャイナタウン、マイ・チャイナタウン」と答え、またしても正解になる。次に、3曲目がかかる。すると、もう一人の男が「セーラーズ・ホーン・パイプ」だと答えて、全問正解となる。泥棒に盗まれた被害は50ドルだったが、翌日その家にトラック満載の豪華商品が届き、住人のニードルマン夫妻は驚いてしまう。
1940年代、少年ジョーの家はニューヨーク郊外のロッカウェイの海岸近くにあった。父と母は議論が好きで、太平洋と大西洋はどっちが広いかというような議論をすぐ始めてしまう。父親は商才がないのに、宝石業や通信販売に手を出し、いつも失敗している。今何の仕事をしているかは、ジョーには教えてくれない。叔父のエイブは河岸の友人から魚をよくもらってくる。しかし、叔母のシールは生臭いのでうんざりしている。エイブとシールの娘ルーシーは隣の家族の電話を盗み聞きするのが趣味だった。当時の電話は今と違い、受話器を取ると隣の通話も聞こえたのである。それからビー叔母さんはいつも結婚を夢見ているが、なかなか結婚できないでいる。そして細身の祖父と太めの祖母。そんな大家族の中でジョーは育った。
家ではいつもラジオ放送が流れていた。ジョーの母親のお気に入りの番組は「モーニングショー・アイリーンとロジャー」と「人生法廷」で、ジョーの一番のお気に入りは「覆面の騎士」だった。ビー叔母さんは大の音楽ファンで、いつもラジオで自分の好きな音楽を鳴らしていた。おかげでジョーは当時の音楽をたくさん聞いて育つことができた。
ある日、ビー叔母さんがマヌリスという人とデートすることになる。陽気で元気のいいマヌリス氏は車にビー叔母さんを乗せて出かけて行った。コニーアイランドのローラースケート場やレストランで楽しんだ帰り道で、車は霧に包まれた上にガス欠になってしまう。その時カーラジオから「臨時ニュースです。大統領が非常事態宣言をしました。今、ニュージャージーに数百の謎の飛行物体が着陸。火星人による全面的な侵略と確認されました」と聞こえてくる。「人間が踏みにじられ、電線も切られ放送も中断しそうです」と聞いたところで、マヌリス氏は宇宙人の侵略におびえ、ビーを置き去りにして逃げてしまう。ビーは10キロの道を歩いて帰るはめになってしまった。翌週、彼から電話があった時、ビーは「火星人と結婚したから、もう会えません」と答えた。
またある時、ユダヤ教徒にとって厳粛な祭日、あがないの日のこと、ジョーの家族は静かに断食をしていたが、隣のユダヤ人一家から派手な音楽が聞こえてくる。共産主義を信奉していて、あがないの日なんか気にしていないのである。ユダヤ人が神を信じないとは何事だと、エイブは隣に「今日は神聖な日だ。ラジオは消してくれ、断食中だ」と文句を言いに行った。一時間以上たってエイブは帰ってきた。それも、たっぷりご馳走になってである。エイブは言った、「隣が正しい、バカげてる！　罪を償うために断食だと？　俺が何をした？　唯一の罪は資本家による搾取だよ。人間と”想像上の存在”との間に問題はない。問題は世界の富を握る連中にある」と、すっかり隣の思想に染まって戻ってきたのだった。
さらに続いて、1944年の新年を迎えるまでのラジオにかかわる様々なエピソードが、時代の空気を写しながら描かれてゆく。
1943年の大みそかのパーティー会場にいたラジオスターたちは深夜のビルの屋上に上がり1944年の新年を迎える。一方、ジョーの家族は新たに生まれた赤ん坊を囲み、自宅で家族団欒の新年を迎える。ジョーのナレーションはこの時の記憶を振り返り、家族の声、ラジオスターたちの声を忘れられない思い出として語る。

## キャスト
- ジョーの声/ナレーション - ウディ・アレン（吹き替え:愛川欽也）
- セス・グリーン - 少年ジョー（吹き替え:亀井芳子）
- ジュリー・カブナー - ジョーの母、テス（吹き替え:吉田理保子）
- マイケル・タッカー - ジョーの父、マーティン（吹き替え:近石真介）
- ジョシュ・モステル - エイブ叔父さん（吹き替え:島香裕）
- レネー・リッピン - シール叔母さん（吹き替え:磯辺万沙子）
- ジョイ・ニューマン - ルーシー（エイブとシールの娘）
- ダイアン・ウィースト - ビー叔母さん（吹き替え:高島雅羅）
- アンドリュー・B・クラーク - シドニー・マヌリス
- ハイ・アンゼル - ウォルドバウム（右隣の住人）
- ジュディス・マリナ - ウォルドバウム夫人
- ラリー･デービッド - シルバーマン（左隣の共産主義者のユダヤ人）
- ベル・バーガー - シルバーマン夫人
- ケネス・マース - ユダヤ教ラビ
- シドニー・ブレイク - ミス・ゴードン（代理教師）
- ジュリー・カーニッツ - アイリーン
- デビッド・ウォリロー - ロジャー
- ミア・ファロー - サリー・ホワイト（吹き替え:松金よね子）
- デニース・ドゥモント - ラテン歌手 "Tico-Tico no Fubá"
- キティー・カーリスル - ラジオショー歌手 "They're Either Too Young or Too Old"
- ダイアン・キートン - ニューイヤー歌手
- ダニー・アイエロ - ロッコ（イタリアン・マフィア）
- ジーナ・ダンジェルス - ロッコの母
- ウォレス・ショーン - ラジオ声優（覆面の騎士）
- ジェフ・ダニエルズ - ラジオ声優（ビフ・バクスター）
- 吹き替え版放映 - 1994年3月26日、NHK総合

## 挿入曲・劇中歌（抜粋）
| #   | タイトル                                  | 作詞 | 作曲・編曲 | 演奏/歌唱                            |
| --- | ----------------------------------------- | ---- | ---------- | ------------------------------------ |
| 1.  | 「Flight of the Bumblebee（熊蜂の飛行）」 |      |            | Harry James                          |
| 2.  | 「Dancing In The Dark」                   |      |            | Jacques Renard, Frank Munn           |
| 3.  | 「Chinatown, My Chinatown」               |      |            | Mills Brothers                       |
| 4.  | 「Let's All Sing Like the Birdies Sing」  |      |            | Danielle Ferland：劇中の少女歌手     |
| 5.  | 「September Song」                        |      |            |                                      |
| 6.  | 「Body and Soul」                         |      |            | Benny Goodman                        |
| 7.  | 「In the Mood」                           |      |            | Glenn Miller                         |
| 8.  | 「Radio Show Themes」                     |      |            |                                      |
| 9.  | 「I Double Dare You」                     |      |            | Larry Clinton                        |
| 10. | 「You're Getting to Be a Habit with Me」  |      |            | Bing Crosby                          |
| 11. | 「La Cumparsita」                         |      |            | The Castilians                       |
| 12. | 「Carioca」                               |      |            | Geraldo's Gaucho Tango Orchestra     |
| 13. | 「Tico-Tico no Fuba」                     |      |            | Denise Dumont：劇中ラテン歌手        |
| 14. | 「Begin The Beguine」                     |      |            | Artie Shaw                           |
| 15. | 「Opus One」                              |      |            | Tommy Dorsey & Orchestra             |
| 16. | 「Frenesi」                               |      |            | Artie Shaw                           |
| 17. | 「The Donkey Serenade」                   |      |            | Allan Jones                          |
| 18. | 「You And I」                             |      |            | Tommy Dorsey                         |
| 19. | 「Paper Doll」                            |      |            | Mills Brothers                       |
| 20. | 「Pistol Packin' Mama」                   |      |            | Bing Crosby ＆ The Andrews Sisters   |
| 21. | 「South American Way」                    |      |            | Carmen Miranda                       |
| 22. | 「Mairzy Doats」                          |      |            | The Merry Macs                       |
| 23. | 「If I Didn't Care」                      |      |            | The Ink Spots                        |
| 24. | 「I Don't Want to Walk Without You」      |      |            | Mia Farrow：劇中サリー・ホワイト     |
| 25. | 「Babalu」                                |      |            | Xavier Cugat with Richard Hayes      |
| 26. | 「They're Either Too Young or Too Old」   |      |            | Kitty Carlisle：劇中ラジオショー歌手 |
| 27. | 「That Old Feeling」                      |      |            | Guy Lombardo                         |
| 28. | 「Get Regular with Re-Lax」               |      |            | Mia Farrow：劇中サリー・ホワイト     |
| 29. | 「Goodbye」                               |      |            | Benny Goodman                        |
| 30. | 「I'm Getting Sentimental Over You」      |      |            | Tommy Dorsey                         |
| 31. | 「Lullaby of Broadway」                   |      |            | Richard Himber                       |
| 32. | 「American Patrol」                       |      |            | Glenn Miller                         |
| 33. | 「Take The A-Train」                      |      |            | Duke Ellington                       |
| 34. | 「One, Two, Three, Kick」                 |      |            | Xavier Cugat                         |
| 35. | 「You'd Be So Nice To Come Home To」      |      |            | Diane Keaton：劇中ニューイヤー歌手   |
| 36. | 「Just One Of Those Things」              |      |            | Cole Porter & Ginny Simms            |
| 37. | 「Night And Day」                         |      |            | Fred Astaire, Cole Porter            |
| 38. | 「Auld Lang Syne （蛍の光）」             |      |            | Frank C. Stanley                     |